# Hexaprotodon
Hexaprotodon, rod Parnoprstaša iz porodice Hippopotamidae koji danas obuhvaća samo jednu živu vrstu, Hexaprotodon liberiensis, a ostale su poznate iz fosilnih nalaza s tipičnom vrstom Hexaprotodon sivalensis koju su opisali Falconer i Cautley, 1836.

## Fosilne vrste
- †Hexaprotodon bruneti Boisserie and White 2004
- †Hexaprotodon coryndoni Geze 1985
- †Hexaprotodon crusafonti Aguire 1963
- †Hexaprotodon dulu Boisserie 2004
- †Hexaprotodon garyam Boisserie et al. 2005
- †Hexaprotodon hipponensis Gaudry 1867
- †Hexaprotodon imaguncula Hopwood 1926
- †Hexaprotodon iravticus Falconer and Cautley 1847
- †Hexaprotodon mingoz Boisserie et al. 2003
- †Hexaprotodon namadicus Falconer and Cautley 1847
- †Hexaprotodon palaeindicus Falconer and Cautley 1847
- †Hexaprotodon pantanellii Joleaud 1920
- †Hexaprotodon primaevus Crusafont et al. 1964
- †Hexaprotodon sahabiensis Gaziry 1987
- †Hexaprotodon shungurensis Geze 1985
- †Hexaprotodon siculus Hooijer 1946
- †Hexaprotodon sivalensis Falconer and Cautley 1836

Izvori za fosilne vrste